# Diabrotica paranaensis
Diabrotica paranaensis là một loài bọ cánh cứng trong họ Chrysomelidae. Loài này được Marques miêu tả khoa học năm 1941.